# 宮地久衛
宮地 久衛（みやじ ひさえ、1876年11月6日 - 1939年2月18日）は、日本の陸軍軍人、陸軍大佐。社会事業家、部落解放運動家。

## 生涯
1876年11月6日、高知県幡多郡小筑紫村田ノ浦で宮地重政の長男として生まれた。祖父の宮地重勝は、土佐国幡多郡津ノ川の郷士であり、安政3年（1856年）伊賀家に仕え、田ノ浦村や津賀川村（現小筑紫町都賀川）の庄屋や戸長を勤めた。
3歳で母と離別し、祖母に育てられた。1892年7月に中村小学校高等科を卒業した。同年9月に高知海南学校へ入学したが、学資が足らず2年で退学した。1896年に陸軍に入営し、陸軍士官学校や騎兵実施学校などに学んだ。1901年11月22日、陸軍士官学校（13期）を卒業し、1902年6月23日、騎兵少尉となり、日露戦争では騎兵第15聯隊付として出征した。聯隊副官、師団副官、陸軍通信学校軍用鳩研究会幹事などを歴任した。1928年、陸軍大佐に進み、騎兵第1聯隊長に補職された。1930年8月待命（退職）となった。
この間、1920年に帝国公道会に入った。1921年に副会長で同郷の大江卓が死没すると、その遺志を継いで軍務の傍ら融和事業に尽力した。1927年に財団法人中央融和事業協会の融和部長（のち理事）となった。陸軍退職後、融和運動に専念し、融和講習会の講師として日本全国をまわった。1930年には東京府下に兄弟荘を建てた。1932年7月には東京社会事業協会の融和部長となった。また移民問題調査のため満洲に渡り、匪賊（抗日兵）を帰順させたり、家理教（チャリ）を助成指導したり、東光会を設立したりするなど、日本と満洲の親善を図り、満洲移民による融和事業の拡大に邁進した。1939年2月18日東京で死去。世田谷区代田の自宅で病死した。62歳であった。従四位・勲三等・功五級。墓は多磨霊園にある。
1941年11月、全国有志が発起して「宮地先生留魂碑」を建てた。高さは一丈三尺（4メートル近く）、題字は前内閣総理大臣平沼騏一郎が揮毫した。兄弟荘に建立した。
1943年、宮地先生記念事業会が『宮地久衛大佐伝』を刊行した。

## 兄弟荘
1931年7月3日、徳富蘇峰が兄弟荘を訪れた。そこは宮地久衛が融和事業のために営む施設であった。敷地は160坪。建物は2室で、クラブ用の10畳間と、主人の居室の8畳間とがあった。蘇峰から見て如何にも質素であった。敷地に7間（13メートル近く）の柱を建て国旗を掲げていた。遠くからも目印になっていた。
兄弟荘に関連して次のような逸話が語られた。兄弟荘がある地域には、江戸時代に特別待遇を受けた部落があった。従来差別を受けた部落であった。明治維新後、明治天皇はここで兎狩りを行なった。1881年に初めて行なった際、天皇側近の宮内官たちは、そこに御野立所（天皇の休憩所）を設けることを憚り、遠慮すべきかどうすべきか悩んで議論した。なかなか決せず、やむなく明治天皇の判断を仰いだ。すると明治天皇は少しも躊躇せず、ただちに言った。「朕は兎のいるところならば何処へでも行く。またその村民も他の村民と同様に、それぞれ奉仕させるがよい」、「彼らの中には屈強の者もあろう。勢子に採用せよ」。これによって、そこへも御野立所を設け、そこの村民にも役割を与えて奉仕させた。一視同仁（人を差別しない）の尊き御言葉、同胞融和の大御心とたたえられた。
1930年4月20日、皇族の東久邇宮が当地を訪れ、明治天皇の聖蹟を巡り、行幸当時の兎狩りの様子を聴き取った。感激して歓迎する所謂部落の人々に会釈を賜った。宮地久衛は、明治天皇の一視同仁の思し召しを奉戴し、同年8月、軍職を投げうって融和事業に身を投じた。同年、兄弟荘を建てた。